# Simtuna distrikt
Simtuna distrikt är ett distrikt i Enköpings kommun och Uppsala län. 
Distriktet ligger nordvästra delen av kommunen. 

## Tidigare administrativ tillhörighet
Distriktet inrättades 2016 och utgörs av socknen Simtuna i Enköpings kommun.
Området motsvarar den omfattning Simtuna församling hade vid årsskiftet 1999/2000.